# 조승우
조승우(曺承佑, 1980년 3월 28일 ~ )는 대한민국의 배우이다. 그는 대학생 때 약 1,000:1의 오디션 경쟁률을 뚫고 2000년 개봉한 영화 《춘향뎐》의 주연으로 발탁되어 배우 데뷔작으로 칸 영화제에 참석하였다. 2003년 영화 《클래식》으로 대중의 주목을 받기 시작했으며, 2004년 영화 《하류인생》의 베니스 영화제 진출로 짧은 기간 내 세계 3대 영화제에 주연작을 다시 선보였다. 2004년 뮤지컬 《지킬 앤 하이드》에서 열연으로 '조승우 신드롬'을 일으키며 한국 뮤지컬 시장의 대중화를 가속화 시켰고, 2005년 영화 《말아톤》에서 뛰어난 연기력을 인정받아 국내외의 각종 영화제에서 남우주연상을 수상하며 명성을 얻었다. 2005년 뮤지컬 《헤드윅》에서 연기 스펙트럼을 더 넓히며 영화와 뮤지컬을 동시에 아우르는 유일한 배우라는 평가를 받았고, 2006년 영화 《타짜》에서 나이가 믿기지 않는 노련한 연기력으로 대표적인 연기파 배우 중 하나로 자리매김 하였다. 2012년 드라마 《마의》에 출연하여 배우 데뷔 후 처음 하게 된 드라마를 성공적으로 이끌어 그 해 방송사 대상을 수상하였고, 2017년 드라마 《비밀의 숲》에서 극을 압도하는 연기력으로 대중과 평단에게 '조승우가 곧 장르'라는 찬사를 받았다.

## 학력
- 서울서초초등학교 (졸업)
- 서일중학교 (졸업)
- 계원예술고등학교 연극영화과 (졸업)
- 단국대학교 연극영화과 (학사)
- 단국대학교 대중문화예술대학원 (석사)

## 생애
조승우는 1980년 3월 28일 대한민국 서울특별시 서초구 잠원동에서 1남 1녀 중 막내로 태어났다. 조승우의 부모님은 조승우가 3살 때 이혼을 했기 때문에 조승우는 어머니 슬하에서 누나와 유년시절을 보냈고, 이 시절 집안 사정으로 인해 잠깐 망원동 단칸방에서 살기도 하였으며, 그 후 서초동에 터를 잡고 어머니, 누나와 계속 살아왔다. 독실한 크리스천으로도 유명한 조승우는 누나의 영향으로 어렸을 때부터 교회를 다니기 시작했다.
조승우의 생부는 노래 'YMCA' 등을 히트 시킨 가수 조경수이고, 그는 조승우의 어머니와 이혼 후에 미국으로 건너가서 그 나라에서 생활하다 알게 된 MBC 공채 6기 탤런트 출신 조혜석과 한국으로 돌아와 재혼을 하였다.  조승우는 데뷔 후 공식 석상에서 가족을 언급할 때, 자신의 어머니와 누나 그리고 이모, 이모부, 외삼촌 등 외가 식구들만 언급하였고 아버지에 대해서는 거의 언급하지 않았다. 그의 이모부와 외삼촌은 어린 조승우를 데리고 낚시를 같이 가는 등 같이 지낸 적이 없던 아버지 대신 집안의 남자 어른 역할을 한 것으로 알려져 있다. 조승우는 조경수가 생부라는 것을 스스로 밝히지 않은 이유에 대해 "아버지 이야기를 꺼렸던 것은, 아버지에 대한 말을 하면 적어도 그 세대 사람들에겐 좀더 유명해질 텐데, 그 덕을 봐서 알려지고 싶은 생각이 없었기 때문이에요"라고 밝혔다.
조승우는 2000년 데뷔한 이후 스크린과 무대를 오가며 배우 활동을 하다가 2008년 12월 15일에 현역으로 군 입대를 하였다. 조승우는 애초에 군악대에 가고 싶어서 타악기와 색소폰 등을 배웠으나, 훈련소에서 전경으로 차출되면서 경찰청 홍보단 호루라기 연극단에 배속되었고, 그 곳에서 주로 음향병으로 업무를 담당했다.

## 연기 경력

### 2000년-2004년
2000년, 조승우는 임권택 감독의 영화 《춘향뎐》의 주인공 이몽룡으로 배우 데뷔를 하게 된다. 고전 소설 '춘향전'을 모티브로 하여 만들어진 이 영화는 1999년 5월에 촬영을 시작했고 2000년 초에 개봉을 하였다. 당시 대학교 2학년이었던 조승우는 약 1,000:1의 오디션 경쟁률을 뚫고 주인공으로 캐스팅 되었다. 이 영화는 2000년 5월에 열린 제53회 칸 영화제에 한국 영화 최초로 본선 경쟁 부문에 진출 하였고, 조승우는 배우 데뷔작으로 세계 3대 영화제 중 하나인 칸 영화제 경쟁 부문 레드카펫을 한국 남자 배우 최초로 밟게 되었다.
2000년, 조승우는 영화 배우로 데뷔한 그해 가을 뮤지컬 《의형제》의 '걸인' 역 오디션에 응모 하였고, 최종적으로 합격하여 김민기 연출가의 극단 '학전'에 들어가게 되었다. 계원예고 시절부터 학교에서 하는 뮤지컬 공연에 참여하며 뮤지컬 배우의 꿈을 키운 조승우는 영국의 《Blood Brothers》를 우리나라 정서에 맞춰 각색하고 번안해 올린 뮤지컬 《의형제》에서 '걸인'이자 작품의 해설자를 담당하는 역을 맡게 되었다.
2001년, 조승우는 뮤지컬 《명성황후》에서 고종을 맡아 2001년 초부터 중반까지 공연하였다. 이 시기 조승우는 데뷔작이자 주연작 《춘향뎐》의 칸 영화제 진출로 영화계에서 국내외 안팎으로 주목을 받은데 이어, 뮤지컬계에서도 국내 및 해외의 이목을 끌기도 했다. 학생 시절 학교에서 한 뮤지컬 공연을 제외하고, 극단 '학전'의 소극장 뮤지컬 《의형제》 단 하나의 작품 경험만 있던 조승우가 처음으로 대극장 뮤지컬을 하게 되었는데, 신인임에도 관록의 배우 유희성과 함께 뮤지컬 《명성황후》의 더블 캐스팅으로 주인공이 되었기 때문이다.
2001년, 조승우는 SBSi가 제작하여 인터넷에서 선보이는 영화 《아미지몽》에 출연 하였고, 이 영화에서 조승우는 목걸이의 정령인 아미와 사랑에 빠지는 남자 주인공 지훈을 맡았다. 조승우는 국내 최초로 PPL 방식으로 제작비를 조달하여 온라인 상영을 시도하는 이 인터넷 영화에서 배우 이은주와 호흡을 맞췄다.
2001년, 조승우는 극단 학전의 뮤지컬 《지하철 1호선》에 출연하여 연기를 하였다. 이 뮤지컬은 조승우의 뮤지컬 데뷔작 《의형제》에 이어 학전에서 하는 두번째 작품이다. 조승우는 이 작품에서 제비, 신문팔이, 지하철 잡상인 등 1인 다역을 소화하며 다양한 연기 경험을 했다고 한다. 이 작품은 여러 인물이 나오는 뮤지컬이지만 남자 주인공 격은 '안경'이라는 역할 이었는데, 조승우는 그 배역이 아닌 '제비'를 주로 맡았다. 월간 '객석'의 기자는 이 작품을 하던 시기의 조승우에 대해 "그의 마른 체격에서 뿜어져 나오는 열기는 학전그린 소극장을 가득 채웠다."라고 회상하며 조승우가 부른 '지하철을 타세요'는 투박하지만 시원하게 내지르는 목소리가 인상적이었다고 언급하였다. 조승우는 이후 《지하철 1호선》의 3,000회 기념 공연에 잡상인으로 출연 하기도 했다.
2001년, 극장에서 개봉한 영화 《와니와 준하》에서 조승우는 여자 주인공의 이복 남동생 영민을 맡아 만인의 첫사랑 같은 모습을 보여 주었는데, 여주인공 와니(김희선)의 눈썹을 연필로 그려주던 조승우의 장면이 시간이 지난 뒤에도 회자되며 멜로 영화에서 서정적인 감성 연기를 선보였다는 평을 받았다. 이 영화에서 조승우는 비록 조연이었지만 극의 갈등을 일으키는 중요한 배역으로 등장해 강렬하게 관객들의 가슴 속에 잔상을 남기며, 스크린 배우로서의 가능성을 보여주었다고 무비스트의 기자는 평가 하였다. 맥스무비 기자도 "조승우는 <와니와 준하>에서 회상씬에서만 등장한다. 손에 잡힐 듯 잡히지 않았던 애간장은 비단 와니의 것만은 아니었다. 이 영화에서 새삼 조승우를 ‘재발견’한 관객들은 그제서야 주섬주섬 그의 이력을 챙기기 시작했으며 ‘이몽룡’이란 잊혀진 이름 위에 조승우란 이름 석자를 온전히 포갤 수 있게 되었다."라고 언급하며 적은 분량이지만 매력을 발산한 조승우에 대해 언급했다.
2002년, 조승우는 영화 촬영을 병행 하면서도 뮤지컬 《젊은 베르테르의 슬픔》에 베르테르 역을 맡아 열정적인 연기 생활을 이어 나갔고, 20대 초반의 어린 나이임에도 불구하고 조승우는 섬세한 연기를 선보이며 호평을 받았다. 이 작품은 조승우에게 예전에 제의가 들어왔던 작품이라고 한다. 뮤지컬 《지하철 1호선》을 끝낸 뒤 영화를 찍고 있던 조승우는 《젊은 베르테르의 슬픔》의 음악 감독으로부터 연락을 받았었고 2년에 걸쳐 두번이나 제의가 들어왔다고 한다. 그런데 조승우는 영화의 스케줄이 계속 이어져 있어서 하지를 못했다고 한다. 그 당시 《젊은 베르테르의 슬픔》을 보지는 못했지만 뮤지컬 배우들 사이에서 '음악이 참 좋은 뮤지컬'이라는 소문을 들었고, 음악을 구해서 들어보고 이 작품이 마음에 깊게 다가왔다는 조승우는 세 번째 제의가 들어왔을 때 결국 이 뮤지컬의 출연을 확정하였다고 한다.
2002년, 조승우는 현실과 사이버 공간에서 엇갈리는 남녀의 사랑 이야기를 담은 멜로 영화 《후아유》에서 남자 주인공 게임 기획자 지형태를 맡았다. 지형태로 분한 조승우에 대해 영화 평론가 이동진은 "사실 저는 예전에 '후아유'의 한 장면에서 조승우씨가 메들리로 노래하는 장면을 처음 보았을 때, 새로운 청춘 스타가 탄생했다는 느낌이 강하게 들었어요. 실제 최고의 스타 자리에 오르시게 된 것은 좀 더 나중의 일이었지만요."라고 언급하며 조승우의 《후아유》에 대해 호평하기도 했다. 이처럼 이 작품은 조승우의 매력을 제대로 드러낸 첫 작품이라는 평가를 듣는 영화이다. 이 시기에 조승우는 씨네21이 선정한 한국 영화의 유망주 배우 7인 중 하나로 뽑히기도 했으며, 영화의 개봉 후에 "올해의 발견"이라는 평을 받으며 충무로에 확실한 눈도장을 찍게 된다. 맥스무비의 김영창 기자는 "<후아유>가 이뤄낸 것 중 하나는 젊은 배우들을 새롭게 발견해냈다는 사실이다. <춘향뎐>으로 데뷔해 운좋은 신인이겠거니 했던 조승우는 <와니와 준하>를 거쳐 <후아유>에서 배우로서 매력과 가능성을 온전히 증거한다."라고 조승우에 대해 호평 하였다. 이 기자는 1년 뒤의 기사에서 "오늘도 거리에서 어깨를 스쳤을지 모르는 평범한 청년들 중 하나. 딱 그 모습이었다. 다만 남들보다 좀 더 긍정적인 사고를 품은 채 열심히 살려고 하는 게 유별났달까. 관객들은 <후아유>를 보고 난 후 아직 미완이었던 조승우의 가능성을 철석같이 믿게 되었다. 이를테면 그것은 ‘확인사살’에 다름 아니었다. 자연스런 연기는 동시대 젊은 관객들을 매료시키기에 충분했으며 기타까지 손수 치며 노래를 불러 제끼는 모습은 여성 관객을 향한 백마디 구애를 대신했었다."라고 이 영화 속 조승우에 대해 다시 코멘트 하며, 《와니와 준하》에서 관객에게 재발견된 조승우가 《후아유》에서 결정타를 날렸다고 평가했다. 무비스트의 기자는 영화 속 조승우에 대해 "면도가 필요한 덥수룩한 턱수염, 때론 지나치게 솔직하고 유들유들한 뺀질이 같은 게임기획자 ‘지형태’가 된 조승우의 모습에서 쇠똥구리를 잡고 채변봉투를 들고 뛰던 60년대의 순박한 고등학생 ‘준하’의 모습을 찾을 수 있을까. 그의 이런 완벽한 변신의 밑바탕이 된 연기력이 <후아유>가 범작에서 걸작이 될 수 있는 가능성을 제공하는 주체라는 것은 말할 필요도 없을 것"이라고 영화가 개봉하고 1년 뒤에 작품 속 조승우에 대해 언급하였다. 영화의 매니아층이 생겨나 DVD 출시 기념 특별 상영회까지 열리기도 하였는데, 관객들이 스스로 돈을 모아 자체적으로 영화를 관람하는 경우는 있었으나, 관객들의 지속적인 1년여간의 요구로 제작사에서 직접 영화 재상영을 하는 경우는 《후아유》가 처음이라고 한다. 이 영화에서 그는 잘나지도 못나지도 않은 현실적인 남자의 모습을 보여주는데, 조승우는 평범한 남성의 캐릭터에서 직선적이고 거친 매력을 연기로 표현 하였다. 조승우는 《후아유》 홍보차 가진 씨네버스와의 인터뷰에서 자신이 맡은 지형태가 두 가지를 보여줄 수 있는 이중적인 캐릭터라는 점이 가장 마음에 들었다고 말했다.
2002년, 조승우는 영화 《YMCA 야구단》에 딴청을 부리는 마부로 우정 출연 하였다. 이 작품은 황정민이 재밌는 역할이라고 먼저 조승우에게 시나리오를 보여주며 제안을 했고, 뒤이어 송강호가 영화 《후아유》의 시사회 때 직접 찾아와서 조승우에게 "영화의 살을 붙여줬으면 한다"고 카메오 출연을 부탁해서 이루어졌다고 한다. 영화 《춘향뎐》의 이몽룡을 맡았던 조승우를 떠올리게 하는 핵심 대사인 "암행어사 출두요"를 제외하곤 조승우가 원래 대사에서 거의 변형을 해서 애드리브로 연기를 했다고 한다.
2002년, 주로 멜로 영화에 출연해 풋풋한 소년과 청년 사이를 보여주며 충무로의 청춘 배우를 상징하던 조승우는 영화 《H》에서 연쇄살인범 신현을 맡았다. 이 영화는 흥행에 성공하지는 못했지만 염세적인 인물로 나오는 그의 연기력에 대해선 좋은 평가가 이어졌고, 영화 속 조승우를 본 한 일간지 기자는 "영화가 뭔 소린지는 모르겠는데, 그놈은 진짜 미친 거 같더라"는 연기적 호평의 말을 남기기도 했다. 이 역을 위해 조승우는 원래 마른 체격임에도 불구하고 섬뜩한 인상을 실감나게 보여주기 위해 5kg를 감량 했다고 밝혔으며, 조승우는 《H》의 신현이라는 캐릭터를 선택한 이유에 대해서 "일부러 악역을 찾아 선택한 건 아니에요. 시나리오를 처음 봤을 때 굉장히 강한 느낌을 받았고, 나에게 필요한 역할이라는 생각이 들면서 비로소 욕심이 생겼죠."라고 언급했다.
2003년, 조승우는 곽재용 감독의 멜로 영화 《클래식》에서 준하 역을 맡아 열연을 하였는데, 감수성 뛰어난 연기로 제 몫을 해냈다는 호평을 들었고, 과거 속 인물인 조승우의 연기가 "'클래식'에서 얻은 가장 큰 수확"이라는 평을 받았다. 이 영화는 획기적인 기록을 세우지는 못했지만 꾸준히 롱런하면서 관객들을 끌어 모았는데 이에 대해 무비스트 기자는 "<엽기적인 그녀>로 흥행 돌풍을 일으켰던 곽재용 감독님의 신작이라는 아우라도 상당 있겠지만, 무엇보다도 상대역 손예진의 빈틈이 느껴지는 연기조차 메워버릴 정도로 탄탄한 연기력을 보여준 조승우라는 배우가 있었기 때문"이라고 흥행 현상을 분석하며, 이어서 "2003년, 적어도 2004년에는 그가 최고의 연기력과 표현력을 지닌 차세대 A급 스타로 인정받을 배우라는 걸 확신"한다고 보도 하였다. 이 영화는 초반 기획 당시 1인 2역을 맡은 손예진을 중심으로 과거와 현재의 장면이 균등하게 분배된 멜로 영화였는데 현재 부분의 남자 주인공 조인성의 촬영 분량이 대폭 삭제되면서 과거 부분의 남자 주인공 조승우 중심의 영화가 되었다. 영화의 1960년대의 배경에서 순수한 사랑을 표현하는 조승우는 마치 황순원 작가의 소설 '소나기' 속 소년의 이미지를 떠오르게 하며, 영화가 개봉한 후 오랜 시간이 지난 뒤에도 조승우의 '오준하'는 멜로 영화 팬들에게 손 꼽히는 남자 주인공으로 회자 되기도 하였다. 이 영화는 '조승우'라는 배우의 이름을 본격적으로 대중에게 각인 시킨 영화로, 순박하고 여린 순정을 가진 소년과 남성성을 동시에 담아낸 준하라는 캐릭터와 이 인물의 비극적 결말은 이를 섬세하게 연기한 조승우에 대한 대중적 호기심을 최고점에 올려놓았다.
2003년, 조승우는 휴학했던 학교에 복학하여 학교를 다니다가 자신이 하고 싶던 뮤지컬 《카르멘》의 돈 호세 역을 맡아 그 해 여름에 무대로 복귀했다. 《젊은 베르테르의 슬픔》에 이어 《카르멘》을 맡게 된 음악 감독 구소영에 따르면, 이 시기에 올라가는 모든 작품들이 조승우를 주인공으로 잡으려고 혈안이 되어 있었다고 한다. 근데 조승우가 선뜻 《카르멘》을 먼저 하겠다고 해줘서 고마웠다며 후일 감사한 마음을 표현 하였다. 조승우와 더블 캐스팅으로 《카르멘》 돈 호세를 맡았던 뮤지컬 배우 이석준 역시 "그 당시에 대작들이 많았는데 진짜 제가 기억하기로도 조승우라는 인물 잡기에 혈안이 되어 있었다. 근데 조승우씨가 선뜻 카르멘을 하겠다고 했다. 너무 고마웠다."라고 당시의 기억을 회상하기도 했다. 이에 대해 조승우는 이 작품의 초연을 봤을 때부터 하고 싶었다고 자신의 출연 이유를 밝혔다.
2004년, 조승우는 영화 《하류인생》에서 건달 최태웅을 맡아 임권택 감독과 데뷔작에 이어 두번째 인연을 맺게 된다. 이 영화의 제작자인 태흥영화사 이태원 사장의 실제 경험담을 듣고 감독이 직접 시나리오를 썼기 때문에, 조승우는 1950년대 후반 자유당 말기부터 1970년대 초반 군사정권의 유신체재 시기까지 외면할 수 없는 한국 현대사의 험한 시대를 살아온 한 남자의 청년부터 중년까지의 삶을 연기 하였다. 이 영화는 2004년 9월에 열린 제61회 베니스 영화제 경쟁 부문에 진출하게 되었고, 조승우는 데뷔한 지 약 4년만에 세계 3대 영화제 중 두 영화제에 자신의 주연작으로 참가하여 세계인의 주목을 받게 되었다.

### 2004년-2006년
2004년, 조승우는 뮤지컬 《지킬 앤 하이드》에 출연하게 되었다. 이 뮤지컬에서 조승우는 배우 한 사람이 선과 악의 양면적인 성격을 표현해야 하는 1인 2역 격의 '지킬' 역을 맡았다. 영화 《하류인생》 개봉 이후 조승우는 영화계의 수많은 러브콜을 받았지만, "올 여름은 뮤지컬에만 전념할 것"이라고 자신의 의사를 밝혔다. 조승우는 이 뮤지컬의 흥행을 성공 시켰고, 대중과 평단이 모두 조승우의 '지킬'에 극찬을 쏟아 내었다. 그가 출연한 뮤지컬 《지킬 앤 하이드》는 객석점유율 98%라는 경이적인 ‘신화’를 기록하며 2005년 초까지 앙코르 공연도 진행하는 등 한국 뮤지컬사에 신기원을 펼쳤고, 조승우는 이 공연을 계기로 성악 전공 출신 뮤지컬 배우들과 맞서는 정통 연기파 뮤지컬 배우로 자리매김했다. 조승우는 이 작품을 통해 한국 뮤지컬 시장의 대중화를 이끌었다는 공을 인정 받았고, 이 《지킬 앤 하이드》를 시작으로 영화와 뮤지컬 작품에서 연이어 두각을 나타내며 충무로(영화)와 대학로(뮤지컬)를 동시에 아우르며 자유롭게 넘나드는 거의 유일한 배우라는 평가를 받게 되었다.
2005년, 조승우는 영화 《말아톤》을 통해 흥행 배우로 성공을 하였고, 선배 배우들과 함께 '연기파 배우'라고 언급되며 영화 배우로서 자리를 굳혔다. 무대과 스크린을 자유자재로 넘나드는 몇 안되는 전천후 스타인 조승우가 이번 《말아톤》으로 제대로 화제성과 연기력 두 마리 토끼를 다 잡았다는 게 평단의 일치된 의견이다. 영화와 뮤지컬에서 발군의 기량을 보여준 조승우는 이 당시 매체와의 인터뷰에서 "어차피 나는 연기자이고 뮤지컬과 영화 둘 모두를 좋아하고 또 하고 싶다. 굳이 구분하고 싶지 않다"고 강조하며, "뮤지컬은 일단 라이브여서 관객과 같은 시공간에서 호흡하지만 영화는 스크린을 통해 관객과 만남이 이뤄진다. 또 뮤지컬이 한 흐름을 타고 흐러간다면 영화는 작은 물방울이 모여 바다가 되듯 한 컷 한 컷이 모여서 만들어진다"라고 둘의 차이를 설명하기도 했다. 또한 조승우는 그의 연기력만으로 상업적인 면과 예술적인 면 두가지의 성취를 모두 이뤄냈고, 치열한 자의식과 뚜렷한 주관으로 자기 세계를 완강하게 구축해 가는 배우이자 스타로 자리매김 했다는 평가를 받았다. 이 영화로 조승우는 그 해 백상예술대상, 대종상, 부산영화평론가협회상 등 국내 유수의 영화제에서 남우주연상을 수상하였고 국외 영화제인 중국 금계백화영화제에서도 남우주연상을 수상하는 영광을 누렸다. 작품의 흥행으로 조승우가 영화에서 착용한 스포츠 제품의 매출이 급증 하기도 했으며, 영화 속에서 조승우가 중얼중얼 읊는 여러 광고 CM으로 각 광고의 제품들이 PPL을 하지도 않았는데 뜻밖의 호황기를 맞이하기도 했다. 이 영화는 전국 관객수는 514만명을 돌파 하였고, 조승우가 외치는 "우리 아이에게는 장애가 있어요."는 시간이 지나도 회자되는 명장면 중 하나로 꼽힌다.
2005년, 조승우는 영화로 주가를 한참 올리는 시점에서 뮤지컬 《헤드윅》을 선택하여 트랜스젠더 록가수 헤드윅을 연기 하였다. 조승우는 60년대 악극 전성시대 이래 근 40년 만에 다시 등장한 스크린-무대 양쪽의 빅 스타로 대중과 업계 관계자들의 눈길을 끌었고, 뮤지컬 제작자와 연출가들 사이에서 "가장 캐스팅하고 싶은 배우 1순위"로 뽑히기도 하였다. 《헤드윅》의 연출가에게 "타고난 배우", "거기에다 신인 같은 노력이 더해져 나오는 집중력은 소름끼칠 정도"라는 평가를 받은 조승우는 발성, 호흡, 움직임, 균형감, 집중력, 가창력에 카리스마까지 좋은 데다 관객 동원력까지 높기 때문에 뮤지컬 관계자들이 그를 선호하는 것이라고 한 매체는 분석했다. 이 시기에 조승우는 경향신문이 발표한 '한국을 이끌 60인' 대중문화 부문 인물에 '뮤지컬·영화 최고의 흥행배우' 자격으로 선정되기도 했으며, 60인의 미래 지도자를 선정한 이 기획은 경향신문이 2006년부터 2020년까지 우리나라의 각 분야를 이끌 인물들을 전문가들의 추천, 여론 조사를 통한 일반인들의 인지도, 평판 등을 종합적으로 평가하는 과정을 거쳐 선정한 것이라고 한다.
2006년, 조승우는 뮤지컬 《지킬 앤 하이드》의 무대에 다시 서게 된다. 조승우는 이 공연에서 국내 뮤지컬 사상 최고액의 출연료를 받는 것이 한 매체에 의해 보도 되었는데, 이로 인해 몸값 논란을 불러일으키기도 했다. 이 뮤지컬 역시 조승우의 인기로 매진 행렬을 보였고, 조승우는 이름값을 하며 재공연에서 다시 한번 흡입력을 과시했다는 평을 받았다.
2006년, 조승우는 멜로 영화 《도마뱀》에서 한 여자만 20년간 바라보는 바보스러울 정도로 순정적인 남자 조강 역을 맡았다. 이 영화에서 조승우는 선한 이미지를 바탕으로 영화 후반부로 갈수록 사랑을 위해 물불 가리지 않는 열정을 덧입힌 연기를 펼쳤고, 순정의 늪에 빠진 남자의 성숙된 연기는 호평을 받았다.

### 2006년-2011년
2006년, 조승우는 최동훈 감독의 영화 《타짜》에서 우연히 목격한 화투판에 끼게 된 고니 역을 맡았다. 최 감독은 "조승우란 배우를 만난 것은 이 영화의 행운"이라고 언급을 했었는데, 과연 조승우는 부드러움 속에 감춰진 야무진 매력으로 조승우만의 새로운 고니를 만들어냈다. 조승우는 일장춘몽 같은 고니의 삶을 희망도 없고 절망도 없는 세상 다 산 느낌으로 표현 해내며, 팔색조 같은 연기를 하였다. 이 영화는 청소년 관람불가의 영화임에도 불구하고 총 684만명의 관객수 기록을 세우며 흥행에 성공하였고 조승우는 이 영화로 대한민국 대학영화제에서 올해의 남배우상을 수상하기도 하였으며, 조승우는 '2006 대중문화 파워리더' 중 한명으로 선정되기도 했다. 연기적으로 큰 호평을 받았던 조승우는 국내 유수의 메이저 영화제에도 남우주연상으로 노미네이트되었으나, 수상에는 실패하며 '무관의 제왕'으로 남았다.
2007년, 조승우는 영화를 연이어 성공시키고 다시 뮤지컬로 돌아온다. 뮤지컬 《렌트》에서 그는 주인공인 에이즈 환자 로저 역을 맡았다. 조승우는 계원예고에 다니던 시절 뮤지컬 자료를 수집하는 게 취미였는데, "그중에서 거의 모든 장르가 다 들어 있는 ‘렌트’가 참 매력적"이라고 생각했으며 《렌트》의 오리지널 음반을 구해듣고 음악에 매료되어 그때부터 이 작품에 빠져들었고, 국내에서 《렌트》가 한다는 사실을 알고 먼저 제작사 측에 연락했다고 한다.
2007년, 조승우는 뮤지컬 《헤드윅》에 다시 합류 하였다. 뮤지컬 《렌트》를 끝낸지 얼마 되지 않은 상황에서 조승우는 다시 소극장의 뮤지컬을 택했고, 이번 조승우가 출연한 이 작품 역시 매진을 이어 나갔다.
2007년, 조승우는 영화가 아닌 무대로 다시 복귀하여 뮤지컬 《맨 오브 라만차》에서 돈 키호테와 세르반테스 1인 2역에 도전 하였다. 한편 조승우는 2005년 초연 때도 이 극의 섭외가 들어왔었는데 '세르반테스'의 철학과 인생을 담아내기엔 자신이 너무 어리다고 생각해서 거절 했었는데, 공연을 본 후 '돈 키호테'의 두려움이 있어도 부딪히는 용기에 대해 깨달음을 얻고 도전을 하기로 마음 먹었다고 한다. 조승우는 이 작품에 대해 "중학교 시절, 꿈도 없고 어떻게 살아야 하는지 방황했을 때 '돈키호테(맨 오브 라만차)'를 보고 배우가 되기로 마음 먹었다. 내 인생의 전환점을 제시한 작품이다."라며 각별한 애정을 보였다.
2008년, 조승우는 영화 《고고70》에서 1970년대에 실존했다는 록밴드 '데블스'의 리더 상규를 연기했다. 작년인 2007년에는 대중에게 뮤지컬을 선보이며 무대에만 집중했던 조승우는 GQ에서 영화 전문가들과 함께한 대담 '지금 충무로의 톱배우는 누구인가?'라는 기획 기사에서 "배우로서 가장 중요한 것은 연기력이다. 훌륭한 연기력을 갖춘 배우들이 많지만 송강호, 손예진, 조승우는 어떤 역을 주어도 소화해 낼 수 있는 스펙트럼이 넓은 연기자다. 연기의 패턴이 보이거나, 배우 특유의 색깔 때문에 한정된 캐릭터 범주 안에서만 연기를 잘하는 것이 아닌, 어떠한 장르와 캐릭터라도 믿고 맡길 수 있는 배우가 되기는 쉽지 않다."라는 코멘트를 받으며 1년간의 공백이 무색하게 충무로 대표 배우 중 하나로 언급되기도 하였다. 조승우의 뛰어난 가창력이 영화의 완성도를 높였다는 평이 이어진 《고고70》은 개봉 전 언론 시사회에서 '70년대 열정적인 밤 문화와 청춘의 에너지를 느낄 수 있는 신나는 영화'라는 전문가들의 호평을 받아 개봉일 하루 전에 전야 상영을 결정하였는데, 결국 흥행에는 실패 했지만 일부 평론가나 매니아층에서는 높은 평가를 받았다. 영화 평론가 이동진은 '데블스'라는 그룹이 중점이기 때문에 팀웍이 중요한 이 영화에서 잘 정제된 조승우의 연기가 이 영화에서 확고한 구심점 역할을 했다고 평가했다.
2009년, 조승우가 입대 전 촬영한 영화 《불꽃처럼 나비처럼》이 개봉하였다. 조승우는 군인 신분이라 영화 홍보 스케줄엔 참여하지 못했고, 그는 홍보에 참여하지 못한 것에 대한 미안함 때문에 김용균 감독과 수애에게 자필로 편지를 보내기도 하였다. 영화 제작사에 따르면 이 영화는 처음 촬영할 때부터 조승우의 입대를 전제로 하고 제작 되었으며, 그는 입대 한달 전까지 촬영을 하였다고 한다. 조승우는 이 영화에서 거친 매력과 순수한 면모를 동시에 지닌 무사 무명을 연기 하였고, 천주교를 믿다 자신의 눈 앞에서 순교한 어머니를 둔 자객이라는 어두운 분위기로 치우칠 수 있는 인물을 어린아이와 같은 천진함이 깃든 건달로 재치있게 표현했다는 평을 받았다. 조승우는 이 역할을 통해 순수한 사랑을 하는 남자의 모습을 드러내며, 강렬한 액션부터 아련한 멜로 연기까지 다양한 감정의 파노라마를 선보였다.
2010년, 조승우는 제대 후 뮤지컬 《지킬 앤 하이드》로 복귀를 하였는데, 이 시기에 그는 한국 뮤지컬계 사상 최고 개런티를 받는다는 것이 공개되었다. 조승우는 이 공연에서 발생하는 1회 매출의 약 15%, 전체 제작비로 환산하면 출연자들의 총 출연료 중 약 60%를 개런티로 받는 격이라 언론과 대중 그리고 업계에서 설왕설래가 있었다. 이 뮤지컬의 제작사 OD뮤지컬컴퍼니 신춘수 대표는 "뮤지컬도 산업이고 시장도 커졌으며 2004년 조승우의 지킬 이후 배우를 보고 작품을 선택하면서 실제로 외형적인 성장을 이끌었다. 배우뿐 아니라 뮤지컬계 종사자들의 몸값이 함께 상승하며 배우와 스텝도 하나의 직업으로 인정받으며 긍정적인 효과도 가져왔다고 본다."라고 밝히며 조승우의 출연료는 합당한 산정에 의한 지급이라고 답변했다. 개런티 논란과 별개로 조승우는 역시 이 시즌 공연도 흥행을 성공 시켰고, 연말에 '2010 대중문화 빅리더' 중 한명으로 선정되기도 했다. 조승우는 이 작품에서의 열연으로 더 뮤지컬 어워즈 남우주연상을 수상 하였는데 수상소감을 말할 때 자신의 출연료에 관한 업계의 여러 이야기를 의식 했는지 "얼마 전 거액의 개런티가 공개돼 죄인이 된 느낌이었다. 내가 바란 것이 아니었다. 그 일로 혹시라도 상처 받은 분들이 있다면 미안하다. 제 값을 하는 배우가 되겠다"라고 관련 이슈에 대해 언급을 하였다.
2011년, 조승우가 출연한 독립 영화 《복숭아나무》가 제16회 부산국제영화제 '한국 영화의 오늘 - 비전 부문'에 초청되어 영화제 기간에 먼저 상영을 하였다. 이 영화는 다음 해인 2012년에 극장에서 정식 개봉하였다. 조승우는 이 영화에서 샴 쌍둥이 형으로 동생의 뒤편에서 얼굴 외에는 움직일 수 없지만 항상 동생에게 양보하며 순종적인 성격의 상현을 맡아 열연 하였다.
2011년, 조승우는 뮤지컬 《조로》에 출연을 확정하였고, 주인공 '조로' 역을 맡아서 뮤지컬 활동을 이어 나갔다. 이 작품에서 조승우는 계원예고 연극영화학과 동창으로 3년 동안 같은 반이었던 16년지기 친구들 뮤지컬 배우 최재웅, 조정은과 함께 공연하게 되었고, 이 외에도 극단 학전에서 함께 막내 생활을 했던 구원영, 같이 공연을 해왔던 김선영 등 친한 지인들과 함께 작품을 할 수 있어서 좋다고 언급하였다.

### 2011년-2015년
2011년, 조승우는 영화 《퍼펙트 게임》에 출연하여 롯데 자이언츠의 최동원 선수를 맡아 열연 하였고, 이제는 고인이 된 최동원 감독의 선수 시절 젊은 영혼이 빙의라도 된 듯 소름끼치는 호연을 펼쳤다는 평을 받았다. 이 시기 그는 뮤지컬과 영화 등 장르를 넘나들면서 조승우 이름 석자의 파워를 발휘했다는 평을 받으며 '2011 대중문화 빅리더' 중 한명으로 선정되었다. 이 영화는 150만명의 관객을 동원하며 흥행은 미미 했으나, 배우 조승우의 완벽한 연기에 대한 평단의 찬사가 쏟아진 작품이다. 씨네21의 김도훈 기자는 "조승우는 이렇게 메이저리그로 올라서고"라는 평을 하며 "특히 조승우는 지금 한국에서 그를 따라잡을 만한 30대 배우는 없다는 걸 결연하게 증명한다."라는 극찬을 하였고, 장영엽 평론가는 "조승우의 퍼펙트 게임" 평을 하였으며, 이화정 평론가는 "모든 걸로 시작해 조승우로 귀결"이라는 평가와 함께 "특히 빙의라는 표현이 아깝지 않을 최동원 역의 조승우 연기는 후반으로 갈 수록 정점에 달한다."라는 호평을 하였다.
2012년, 조승우는 뮤지컬 《닥터 지바고》의 유리 지바고 역으로 출연하여 뮤지컬에 복귀하였다. 이 시기 조승우는 뮤지컬 전문지 '더 뮤지컬'에서 동아일보 문화부와 공동으로 실시한 설문조사 '누가 한국 뮤지컬을 움직이는가'에서 압도적 지지로 1위를 차지하기도 했다. 해당 결과는 2011년 12월에 뮤지컬 기획사, 제작사, 투자사, 배우 등 뮤지컬 분야 종사자 총 100명에게 설문지를 보내 이루어졌으며, 동아일보 지면과 2012년 1월호 '더 뮤지컬' 잡지를 통해 발표 되었다. 4년 전인 2007년에 같은 조사를 할 때도 배우 중 유일하게 4위를 차지하기도 했던 조승우는 자신이 1위를 한 것에 대해 "전혀 예상하지 못했다. 1위를 했다는 게 그리 반갑지만은 않다. 부담스럽다. 제작자나 크리에이티브 팀들이 1위를 차지해야 맞다고 생각한다."라고 자신의 소신을 밝히기도 했다.
2012년, 조승우는 이병훈 PD가 연출하고 김이영 작가가 극본을 맡은 드라마 《마의》에서 말을 치료하는 마의에서 시작해 왕의 주치의인 어의가 되는 실존 인물 백광현 역을 맡아 연기하게 되었다. 이 작품으로 조승우는 데뷔 13년 만에 드라마에 처음 출연하게 되었고, 연말에 '2012 대중문화 빅리더'로 중 한명으로 선정되며 영화, 뮤지컬 무대에 이어 TV를 넘나드는 배우로 존재감을 과시했다. 조승우는 생애 첫 드라마에 출연하여 '마의'를 단숨에 시청률 1위에 올려 놓고, 최고 시청률이 23.7%를 기록 하는 등 이름값을 톡톡히 해냈으며, 연기 인생 최초로 TV 드라마에 출연해 곧바로 MBC 연기대상의 대상 트로피를 거머쥐는 기염을 토했다.
2013년, 조승우는 드라마의 성공 후 뮤지컬 《헤드윅》으로 복귀하여 다시 소극장 무대로 돌아왔다. 대학로에 《헤드윅》을 뿌리 내리게 한 일등공신이라는 평가를 듣는 조승우는 드라마 종영 이후 각계의 러브콜에도 불구하고 《헤드윅》 출연을 자처했다고 한다. 조승우는 이 작품을 차기작으로 선택한 것에 대해 "드라마를 하는 동안 꿈을 꿀 정도로 무대가 그리웠다. 그래서 대상 수상 소감으로 무대에 돌아가고 싶다고 말한 것은 정말 진심이었다. ‘마의’가 끝난 후 차기작으로 ‘헤드윅’을 선택한 것은 놀고 싶었기 때문이다. 틀에 얽매이지 않고 무대에서 놀고 싶었다. 작품의 본질을 놓치지 않는 선에서 마음껏 놀 수 있는 것이 ‘헤드윅’이다. 저를 불살라버릴 수 있는 작품이라서 선택했다."라고 밝혔다.
2013년, 조승우는 이어서 뮤지컬 《맨 오브 라만차》에 복귀하여 돈 키호테와 세르반테스의 1인 2역을 하였고, 이 시기 '2013 대중문화 빅리더' 중 한명으로 선정되기도 하였다. 이 작품을 "내 인생을 바꾼 뮤지컬"이라고 표현할 정도로 남다른 애정을 가지고 있는 조승우는 자신의 가치를 또 한번 입증하며, 세르반테스가 허름한 갑옷을 갖춰 입고, 하얀 서리가 내린 머리와 수염을 붙이면서 돈키호테로 점점 변하는 순간, 젊고 지적인 그가 음색과 억양 그리고 구부정한 자세 등 모든 것이 영락없는 노인으로 변할 때까지 집중력을 잃지 않는 연기를 선보여 호평을 받았다.
2013년, 조승우는 단막극 《이상 그 이상》에 출연하여 천재 시인 이상을 연기 하였다. 조승우의 단막극 출연은 데뷔 후 처음이며, 노개런티로 단막극에 출연한 것이 알려져 화제가 되었다. 이 단막극은 드라마 《마의》의 공동 연출을 맡았던 최정규 PD의 연출 데뷔작으로 조승우는 최 PD와의 인연으로 출연을 확정한 것으로 알려졌다. 이 단막극은 제47회 미국 휴스턴 국제 영화제에서 'TV스페셜-드라마' 부문 은상을 수상하였다.
2014년, 조승우는 최란 작가가 극본을 맡은 드라마 《신의 선물 - 14일》에서 과거 강력계 형사였고 현재는 흥신소를 운영하는 기동찬 역을 맡아 열연하여 존재감을 보여줬고 다소 시청자들을 지치게 만들었던 줄거리임에도, 조승우는 흡입력 있는 연기력으로 끝까지 시청자들을 몰입시켰다. 조승우의 두 번째 드라마가 된 이 작품은 소재의 참신함으로 매니아층의 이목을 끌었는데, 그 결과 국내 드라마로는 유일하게 미국 4대 지상파로 불리는 ABC의 러브콜을 받으며 'Somewhere Between'이라는 제목으로 2017년 리메이크 되기도 하였다.
2014년, 조승우는 드라마 촬영이 끝난 후 곧바로 뮤지컬 《헤드윅》의 10주년 공연에 합류하여 연습을 강행 하였고, 조승우의 연기는 역시 호평이 이어졌다. 조승우는 '조드윅'(조승우+헤드윅)으로 분해 어김없이 존재 가치를 증명 하며 헤드윅인지 조승우인지 구분이 가지 않는 무대로 열연 하였다. 대극장 뮤지컬 뿐 아니라 '헤드윅' 같은 소극장 무대에도 끊임없이 서 온 조승우는 국내에 이 작품을 뿌리내리게 한 주인공으로 평가 받기도 하였다.
2014년, 조승우는 뮤지컬 《지킬 앤 하이드》의 10주년 공연에 출연 하였고, 이 뮤지컬은 2015년까지 공연 되었다. 웹진 ize는 2004년 국내 초연 이후 여전히 관객몰이에 성공하는 《지킬 앤 하이드》에 대해 분석 해보는 대담에서 공연 칼럼니스트 지혜원은 "초연 당시 [후아유], [클래식] 등으로 인기를 모은 조승우에게는 캐릭터와 장르를 뛰어넘어 연기의 스펙트럼을 넓힐 계기를 마련해줬고, 그로 인해 뮤지컬은 좀 더 대중적인 장르가 될 수 있었다."라고 하며 조승우의 뮤지컬 대중화의 공을 언급했다. 조승우는 이번 공연에서 인간의 복잡미묘한 내면을 연기로 충분히 몰입감 있게 설명한다는 평과 함께 매 작품마다 인물 그 자체가 되어 버리는 조승우가 표현하는 지킬과 하이드는 극단적인 두 캐릭터임에도 중심을 잘 잡았다는 호평을 받았다.

### 2015년-2017년
2015년, 조승우는 영화 《타짜》에서 호흡을 맞췄던 최동훈 감독의 제안으로 영화 《암살》에서 의열단 단장 김원봉 역으로 특별 출연을 하였다. 조승우는 이 영화에서 '타겟(target)'이라는 단어를 '타게트'라고 발음하며 애드리브를 하는 등 디테일한 연기를 보여줬고, 조승우의 세심한 설정으로 이루어진 시대상의 발음 '타케트'가 김원봉이라는 인물의 존재를 단번에 관람객들에게 각인 시켰다는 평가를 받았다. 영화 초반에 조승우가 한 대사 "나 밀양 사람 김원봉이요"는 영화가 개봉하고 몇년이 지난 뒤에도 밀양시 시민들에게 회자되고 있으며, 영화의 후반부에서 조승우가 독립운동가들의 넋을 기리며 하는 대사 "잊혀지겠죠? 미안합니다."는 이 영화의 대표적인 명대사 중 하나가 되었고, 이러한 카메오 조승우의 존재감이 주연들 못지 않다는 호평을 받았다.
2015년, 조승우는 뮤지컬 《맨 오브 라만차》의 10주년 공연에 합류 하였다. 이미 영화 및 드라마를 통해 '연기 잘 하는 배우'라는 것이 대중적으로도 잘 알려진 사실이기 때문에 무대 위에서 조승우의 연기를 보는 관객들의 신뢰도는 100%에 가깝다는 평이다.
2015년, 조승우는 괴테의 '젊은 베르테르의 슬픔'을 원작으로 하는 창작 뮤지컬 《베르테르》 15주년 기념 공연에서 베르테르 역을 맡아 2016년 초까지 공연 하였다. 13년만에 베르테르로 돌아온 조승우는 첫 공연에서 눈물을 보이기도 했는데, 이에 대해 제작사 관계자는 "조승우가 지난 10일 올해 첫 공연에서 뜨거운 눈물을 흘렸다. 이 작품에 애정이 많은 데다 13년 만의 출연이라 감회가 새로웠던 것 같다."고 코멘트 했다.
2015년, 조승우는 우민호 감독의 영화 《내부자들》에서 정의구현을 하려는 깡으로 가득한 검사 우장훈을 맡아 열연하여 이름값에 걸맞는 존재감을 발휘했다. 이 시기 이 영화는 이병헌에 대한 대중의 부정적 시선 때문에 홍보에 어려움을 겪기도 했는데,  이 영화는 총 707만명을 돌파 하였고, 뒤이어 개봉한 감독판 《내부자들: 디 오리지널》은 208만명이 관람 하였다. 청소년 관람불가 등급 영화에도 불구하고 총 915만명의 기록을 세웠으며 이 《내부자들》의 흥행으로 조승우는 뮤지컬계, 영화, 드라마까지 올어라운드에서 톱을 지키고 있다는 평을 받으며 '2015 대중문화 파워리더' 중 한명으로 선정되기도 하였다. 오랜만에 상업 영화에 복귀한 조승우는 본인의 영화 《타짜》가 갖고 있던 청불 영화 흥행 스코어 기록을 9년만에 역시 본인의 영화 《내부자들》로 넘어서며 개런티에 걸맞는 성적을 내었다.
2016년, 조승우는 뉴욕 오리지널 프로덕션의 브로드웨이 공연에 맞춰 '뉴 메이크업'이라는 부제를 달게 된 뮤지컬 《헤드윅: 뉴 메이크업》에 출연하여 헤드윅을 연기 하였다. 그 전까지 소극장에서 공연하던 《헤드윅》은 '뉴 메이크업'이라는 새로운 제목을 달고 중극장에서 공연을 선보이게 되었다. 공연 개막 전에 공개된 콘셉트 포스터에서 조승우는 어디에도 속하지 못하는 운명을 짊어진 헤드윅의 모습을 담담하게 표현하여 사진만으로 작품에 대한 기대감을 높였다는 평을 받았다.
2016년, 조승우는 뮤지컬 《스위니 토드》의 타이틀롤 이발사 스위니 토드를 맡아 공연을 하였다. 이 공연 역시 성공적으로 끝낸 조승우는 "뮤지컬 ‘지킬앤하이드’ ‘맨오브라만차’ 10주년, ‘베르테르’ 15주년 공연을 한 후 쉬지 않고 바로 신작에 출연하면서 어느 순간 자양분이 공급되지 않고 있다는 생각이 들었어요."라고 밝히며 이 작품을 마지막으로 뮤지컬 무대를 3년 정도 떠날 계획을 밝혔다.
2017년, 조승우는 이수연 작가의 드라마 《비밀의 숲》에서 감정을 느끼지 못하는 검사 황시목을 맡아 "조승우가 곧 장르"라는 평가를 받는 등 대중과 관계자들의 극찬을 받았다.

### 2018년-현재
2018년, 조승우는 기존의 의학 드라마와 달리 병원 내 권력에 초점을 맞춘 드라마 《라이프》에서 상국대학교병원 총괄 사장 구승효 역을 맡아 극을 이끌었다. 이수연 작가의 페르소나가 되어가는 조승우는 이 작가와 연이어 드라마에서 호흡을 맞추게 되었다. 조승우는 이 드라마에서 세상 그 무엇보다 숫자가 중요한 냉철한 역할을 맡아 야망을 좇는 변화무쌍한 캐릭터를 보여 줄 예정이며, 대본리딩부터 연기력으로 존재감을 드러냈다. 이 드라마는 그해 7월 방영했다.
2018년, 조승우는 《관상》, 《궁합》에 이은 '역학 3부작'의 마지막 작품 영화 《명당》에 캐스팅 되어 조선 천재 지관 박재상을 연기하게 되었다. 박희곤 감독과는 영화 《퍼펙트 게임》에 이은 두 번째 작업이다. 이 영화는 2019년 9월 19일에 개봉하였다.
2020년, 조승우는 과거 호평을 받은 드라마 《비밀의 숲》의 연장선인 《비밀의 숲 2》에서 대검찰청 검사, 검-경 협의회의 일원 황시목 역을 맡았다. 이 드라마는 2020년 8월 15일부터 2020년 10월 4일까지 방영되었다.